# Mistrzostwa Świata Juniorów w Hokeju na Lodzie 2014
38. Mistrzostwa Świata Juniorów w Hokeju na Lodzie – turniej hokejowy, który odbył się od 26 grudnia 2013 do 5 stycznia 2014 w szwedzkim mieście Malmö. Mecze były rozgrywane w dwóch halach: Malmö Arena oraz Malmö Isstadion. Były to pierwsze w historii mistrzostwa w tym mieście, zaś po raz siódmy zawodnicy tej kategorii wiekowej rozegrają turniej o mistrzostwo świata w Szwecji. Poprzednio to państwo organizowało czempionat w 2007 roku.
Obrońcą tytułu mistrzowskiego była reprezentacja USA, która w 2013 roku w Ufie pokonała reprezentację Szwecji 3:1.

## Elita
| Lp. | Drużyna           |
| --- | ----------------- |
|     | Finlandia         |
|     | Szwecja           |
|     | Rosja             |
| 4   | Kanada            |
| 5   | Stany Zjednoczone |
| 6   | Czechy            |
| 7   | Szwajcaria        |
| 8   | Słowacja          |
| 9   | Niemcy            |
| 10  | Norwegia          |

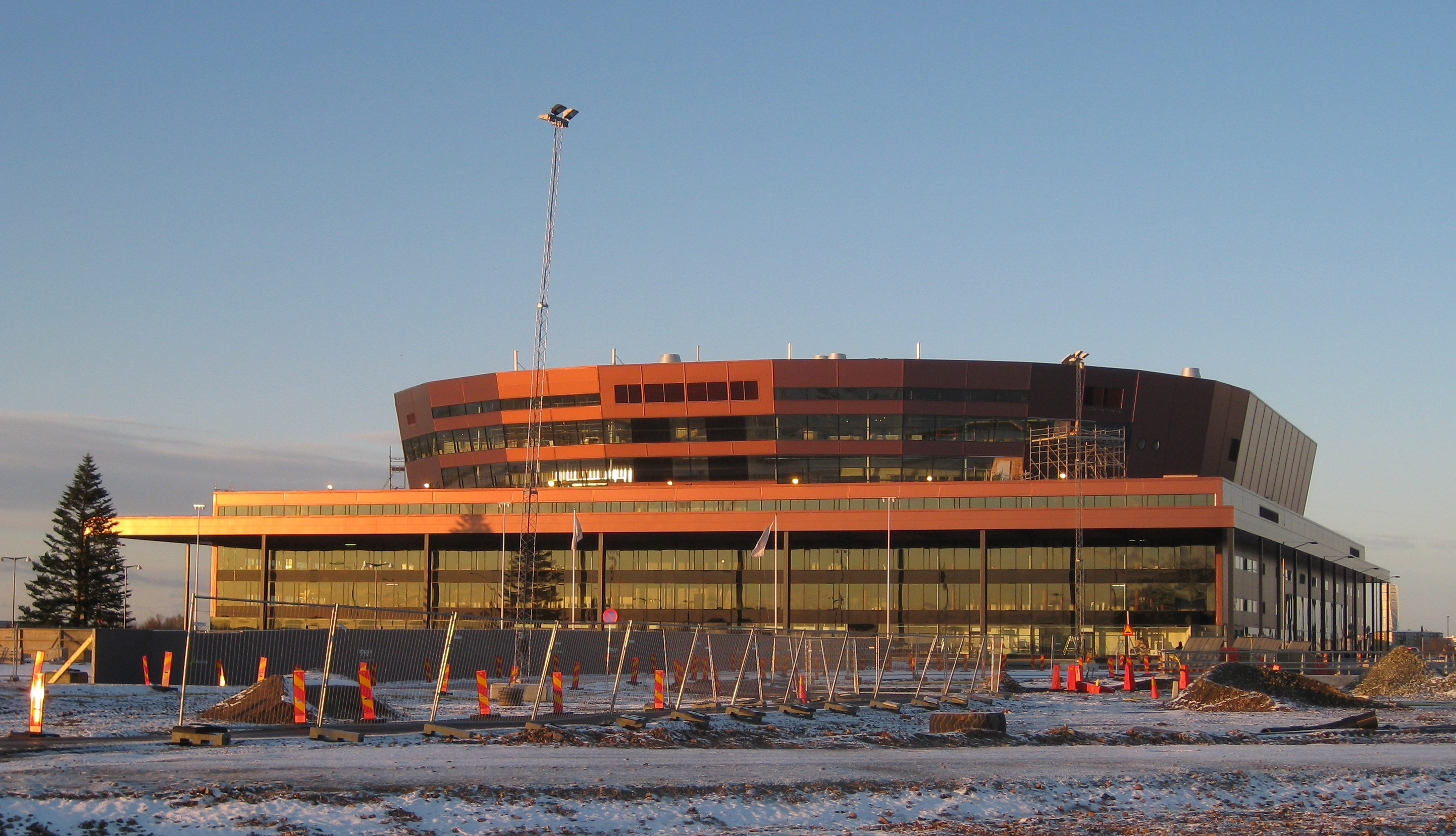
Malmö Arena

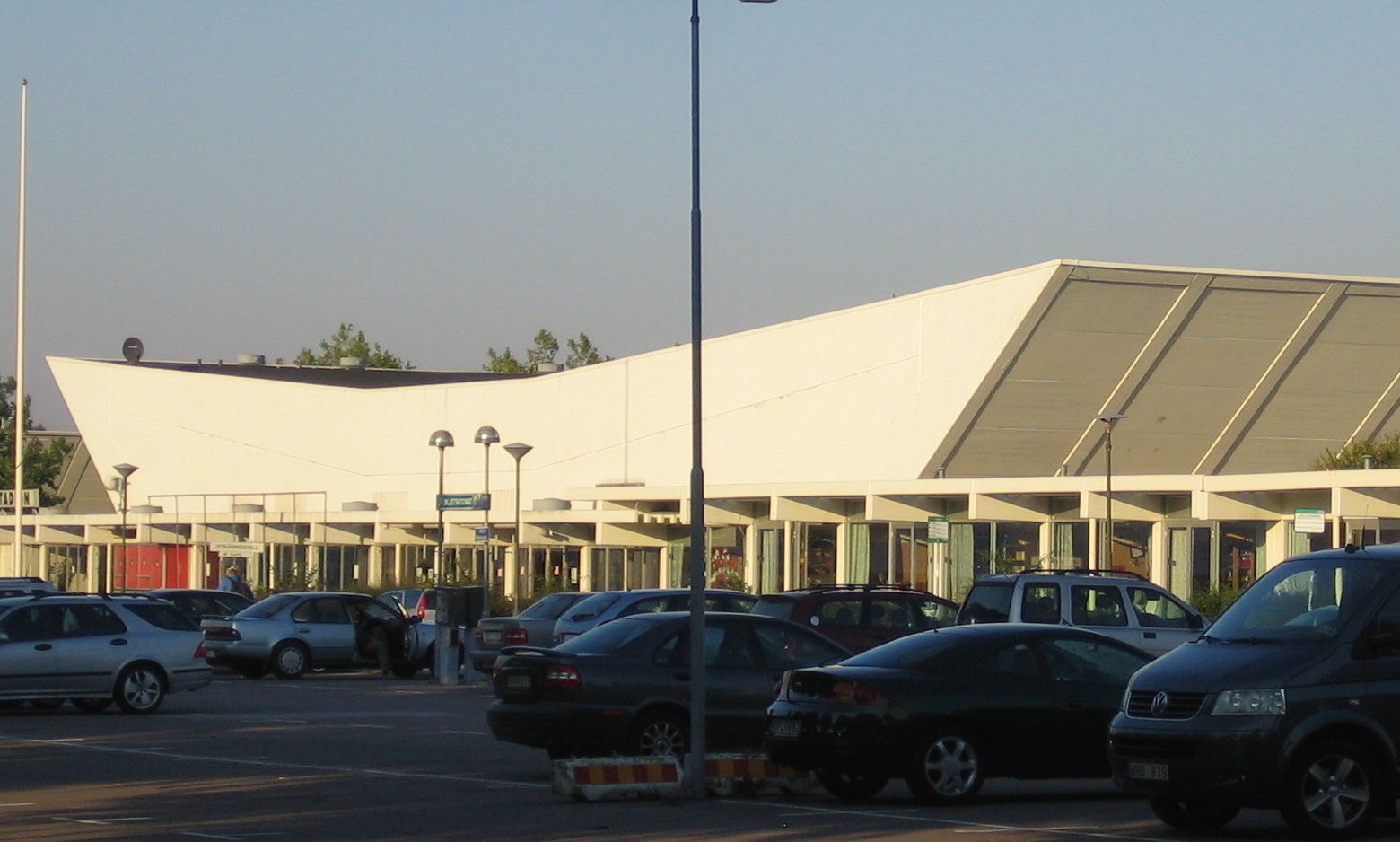
Malmö Isstadion

W tej części mistrzostw uczestniczy 10 najlepszych drużyn na świecie. System rozgrywania meczów jest inny niż w niższych dywizjach. Najpierw drużyny rozgrywają mecze w fazie grupowej (2 grupy po 5 zespołów), systemem każdy z każdym. Po raz pierwszy w tych rozgrywkach zmieniono sposób kwalifikacji do fazy pucharowej. Od tej edycji cztery pierwsze zespoły w fazie grupowej awansują do ćwierćfinałów, nie jak poprzednio dwa pierwsze do półfinałów, zaś kolejne dwa w ćwierćfinałach. Zmianie uległa również formuła rozstrzygnięcia drużyny, która spada do pierwszej dywizji. Najsłabsza drużyna z każdej z grup gra w fazie play-off do dwóch zwycięstw. Drużyna, która przegra dwukrotnie, spada do niższej dywizji.

## Pierwsza dywizja
Grupa A
| Lp. | Drużyna  |
| --- | -------- |
| 1   | Dania    |
| 2   | Łotwa    |
| 3   | Białoruś |
| 4   | Austria  |
| 5   | Słowenia |
| 6   | Polska   |

Grupa B
| Lp. | Drużyna         |
| --- | --------------- |
| 1   | Włochy          |
| 2   | Kazachstan      |
| 3   | Francja         |
| 4   | Ukraina         |
| 5   | Japonia         |
| 6   | Wielka Brytania |

W mistrzostwach pierwszej dywizji uczestniczy 12 zespołów, które zostały podzielone na dwie grupy po 6 zespołów. Rozegrają one mecze systemem każdy z każdym. Zwycięzca turnieju grupy A awansuje do mistrzostw świata elity w 2015 roku, zaś najsłabsza drużyna grupy B spadnie do drugiej dywizji.
Turniej Grupy A odbędzie się w dniach 15 – 21 grudnia 2013 roku w Polsce w Sanoku (Arena Sanok). 
Turniej Grupy B odbył się w dniach 9 – 15 grudnia 2013 roku w brytyjskim Dumfries.
W składzie gospodarzy turnieju wystąpił zawodnik nieuprawniony, przez co zespół został zdyskwalifikowany iz turnieju i spadł do niżej dywizji.

## Druga dywizja
Grupa A
| Lp. | Drużyna   |
| --- | --------- |
| 1   | Węgry     |
| 2   | Litwa     |
| 3   | Holandia  |
| 4   | Estonia   |
| 5   | Rumunia   |
| 6   | Chorwacja |

Grupa B
| Lp. | Drużyna          |
| --- | ---------------- |
| 1   | Korea Południowa |
| 2   | Hiszpania        |
| 3   | Serbia           |
| 4   | Australia        |
| 5   | Islandia         |
| 6   | Chiny            |

W mistrzostwach drugiej dywizji uczestniczy 12 zespołów, które zostały podzielone na dwie grupy po 6 zespołów. Rozegrają one mecze systemem każdy z każdym. Zwycięzca turnieju grupy A awansuje do mistrzostw świata pierwszej dywizji w 2015 roku, zaś najsłabsza drużyna grupy B spadnie do trzeciej dywizji.
Turniej Grupy A odbył się w dniach 15 – 21 grudnia 2013 roku w węgierskim mieście Miszkolc. 
Turniej Grupy B odbędzie się w dniach 11 – 17 stycznia 2013 roku w hiszpańskiej miejscowości Jaca. 

## Trzecia dywizja
| Lp. | Drużyna           |
| --- | ----------------- |
| 1   | Belgia            |
| 2   | Nowa Zelandia     |
| 3   | Meksyk            |
| 4   | Turcja            |
| 5   | Południowa Afryka |
| 6   | Bułgaria          |

W mistrzostwach trzeciej dywizji uczestniczy 6 zespołów. Rozegrają one mecze systemem każdy z każdym. Zwycięzca turnieju awansuje do mistrzostw świata drugiej dywizji w 2015 roku.
Turniej odbędzie się w dniach 12 – 18 stycznia 2014 roku w tureckim w Izmirze.